# Leopold Taraszkiewicz
Leopold Witold Taraszkiewicz (ur. 11 września 1925 w Szumsku pod Wilnem, zm. 12 października 2014 w Gdańsku) – polski architekt, profesor zwyczajny Politechniki Gdańskiej, prodziekan Wydziału Architektury Politechniki Gdańskiej (1989–2002), kierownik Katedry Architektury Mieszkaniowej na Wydziale Architektury Politechniki Gdańskiej (1982–2004).

## Życiorys
Urodził się 11 września 1925 w Szumsku pod Wilnem.
Podczas II wojny światowej studiował na Wydziale Budowlanym Wyższej Szkoły Technicznej w Wilnie. Był żołnierzem Armii Krajowej, za co w latach 1943–1944 był więziony w gułagu na Syberii.
W 1945 roku po repatriacji zamieszkał w Sopocie i rozpoczął studia na Wydziale Architektury Politechniki Gdańskiej, które ukończył w 1950 roku, uzyskując tytuł magistra inżyniera architekta. W latach 1951–2004 pracował na Wydziale Architektury Politechniki Gdańskiej. Stopień naukowy doktora nauk technicznych uzyskał w 1965 roku, który nadała Rada Naukowa na Wydziale Architektury Politechniki Gdańskiej. Od 1982 roku zatrudniony był na stanowisku docenta, a w 1989 roku otrzymał tytuł profesora zwyczajnego.
Był mężem Marii z domu Prüffer (1930–2015), ojciec Jacka Władysława (1959–2022), prorektora Uniwersytetu Gdańskiego (2002–2008).
Zmarł w Gdańsku, pochowany na cmentarzu Oliwskim (kwatera 23-12-3).

## Działalność zawodowa, dydaktyczna i organizacyjna
Pracę dydaktyczną rozpoczął w 1951 roku jako magister inżynier architekt w Katedrze Budownictwa Miejskiego na Wydziale Architektury Politechniki Gdańskiej. W 1982 został powołany na stanowisko Kierownika Katedry Architektury Mieszkaniowej na Wydziale Architektury Politechniki Gdańskiej i pozostał nim do czasu odejścia na emeryturę w 2004 roku. W latach 1989–2002 był prodziekanem do spraw nauki Wydziału Architektury Politechniki Gdańskiej. Był promotorem 6 doktoratów. W latach 1952–1954 pracował w Wyższej Szkole Sztuk Plastycznych w Gdańsku. W latach 1956–1957 pracował na Politechnice Szczecińskiej. Od 1972 roku był członkiem Komisji ds. Sztuki Sakralnej Diecezji Gdańskiej, a od 1976 roku członkiem Komisji ds. Sztuki Sakralnej Diecezji Pelplińskiej. Od 1950 roku był członkiem Stowarzyszenia Architektów Polskich Oddział Wybrzeże w Gdańsku, gdzie w latach 1971–1974 wchodził w skład Zarządu Oddziału. Był czynnym członkiem Pomorskiej Okręgowej Izby Architektów RP. Należał do Wojewódzkiej Komisji Urbanistyczno-Architektonicznej marszałka województwa pomorskiego, Komisji Sztuki i Architektury. W 2014 został wyróżniony tytułem Profesor Emeritus Politechniki Gdańskiej.

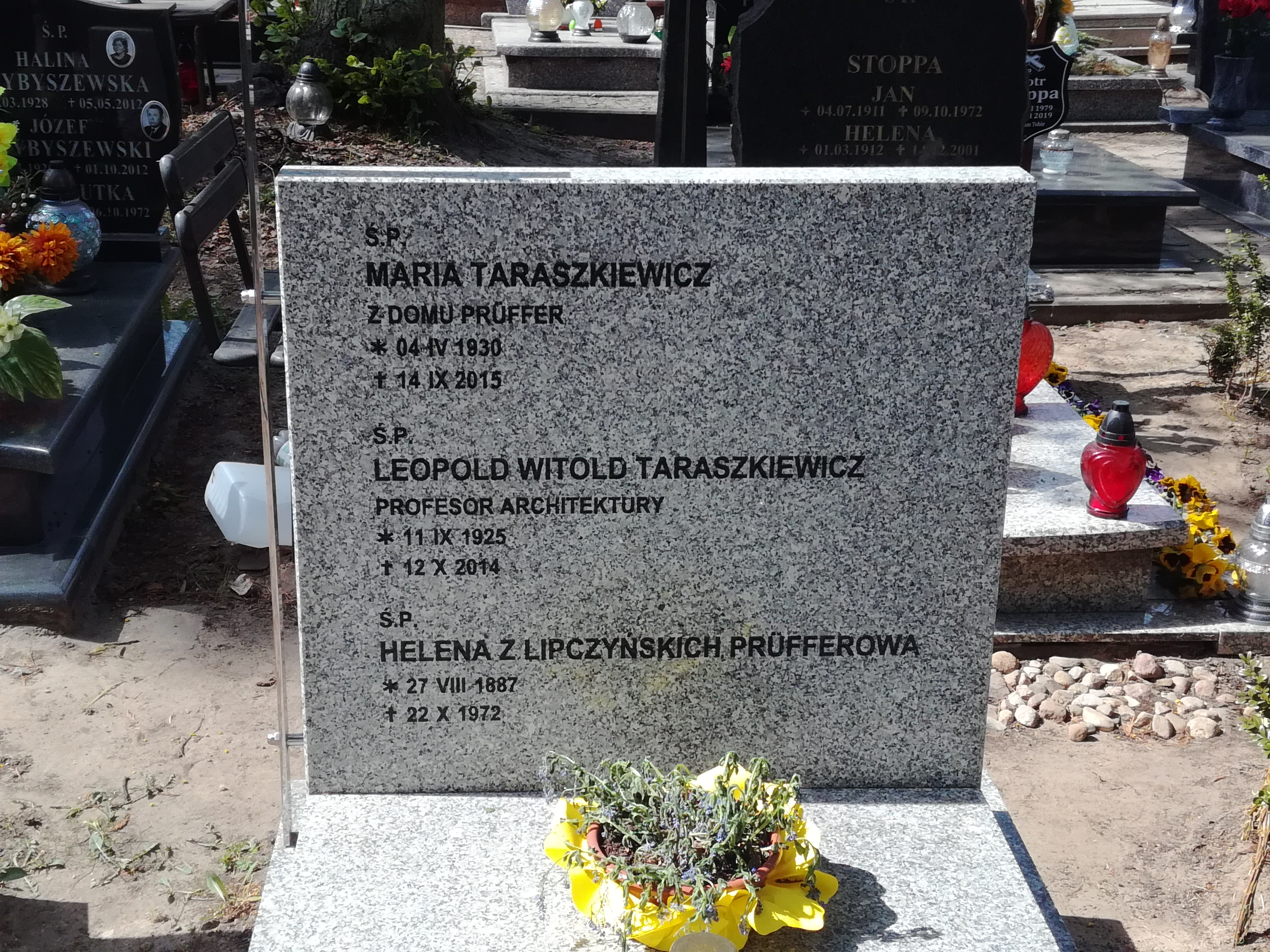
Grób prof. Leopolda Taraszkiewicza na cmentarzu Oliwskim

## Działalność naukowa
Był autorem i współautorem 87 publikacji, m.in. Wybrane problemy budownictwa mieszkaniowego, Gdańsk 1986.
Był autorem i współautorem projektów architektonicznych w Polsce z zakresu architektury sakralnej i mieszkaniowej oraz obiektów użyteczności publicznej, między innymi: gmachu Powiatowej Rady Narodowej w Pruszczu Gdańskim, kościoła Najświętszego Serca Pana Jezusa w Gdyni (1961–1966) – współautor prof. dr inż. Janem Borowskim; kościoła Najświętszej Maryi Panny Królowej Różańca w Gdańsku Przymorzu (1972–1976); Sanktuarium Matki Bożej Saletyńskiej w Gdańsku Sobieszewie (1989–1995) – współautor Antoni Taraszkiewicz; przebudowy wnętrz kościoła św. Antoniego z Padwy w Gdyni – współautor Antoni Taraszkiewicz (1991–1996).
Był głównym projektantem: kościoła św. Józefa w Gdyni Leszczynkach (1960–1967), kościoła Wszystkich Świętych w Starachowicach (1975–1981), kościoła Matki Boskiej Częstochowskiej w Świdniku (1976–1983); kościoła Świętych Polskich Braci Męczenników w Bydgoszczy (1976–1986), kościoła pw. Matki Bożej Miłosierdzia w Radomiu (1977–2001), kościoła Najświętszej Maryi Panny Wspomożenia Wiernych w Rumi (1977–1986), kościoła Najświętszej Maryi Panny Matki Kościoła w Tczewie (1978–1998), kościoła Opatrzności Bożej w Gdańsku-Zaspie (1984–2004), kościoła Najświętszego Serca Jezusowego we Włocławku (1980–1989), kościoła św. Bartłomieja Apostoła w Śmiłowicach (1981–1990), kościoła Św. Stanisława Biskupa Męczennika w Andrychowie (1982–1985), kościoła Najświętszej Maryi Panny Wspomożenia Wiernych w Wejherowie (1982–1986), kościoła św. Mikołaja w Pawłowie (1996–1998), domu zakonnego z przedszkolem sióstr Benedyktynek Misjonarek w Gdańsku-Brzeźnie (1993).

## Odznaczenia
- Złoty Krzyż Benemerenti – przyznany przez papieża Pawła VI (1977)
- Złota Odznaka SARP (2000)
- Srebrny Krzyż Zasługi (2003)
- Medal Księcia Mściwoja II (2010)[5]
- Odznaka honorowa „Zasłużonym Ziemi Gdańskiej” (2010)

## Nagrody i wyróżnienia w konkursach architektonicznych (wybrane)
- II nagroda równorzędna w konkursie na projekt wnętrza stacji Metro w Warszawie (1953)
- III nagroda równorzędna w konkursie na projekt kościoła parafialnego w Nowych Tychach (1958)
- II nagroda w konkursie na projekt architektoniczno-urbanistyczny rozbudowy Politechniki Gdańskiej (1969)
- Wyróżnienie II stopnia w konkursie na opracowanie projektu koncepcyjnego urbanistyczno-architektonicznego dzielnicowego ośrodka usługowego Rubinkowo w Toruniu (1975)
- Wyróżnienie równorzędne w konkursie na projekt koncepcyjny urbanistyczno-architektoniczny śródmiejskiego centrum usługowego miasta Białegostoku (1975)
- Nagroda im. św. Brata Alberta (Adama Chmielowskiego) za wybitne osiągnięcia w dziedzinie sztuki sakralnej (1978)
- I nagroda równorzędna w konkursie SARP na projekt kościoła NMP Królowej Polski w Gdyni (1982)
- I nagroda w konkursie SARP na projekt przebudowy kościoła Św. Antoniego w Gdyni-Wzgórze Św. Maksymiliana (1988)